# Sajóvámos
Sajóvámos è un comune dell'Ungheria di 2.213 abitanti (dati 2011) . È situato nella contea di Borsod-Abaúj-Zemplén.